# Massacre de Aïgbado
O massacre de Aïgbado ocorreu nos dias 16 e 17 de janeiro de 2022, quando pelo menos 65 civis foram mortos por mercenários russos do Grupo Wagner apoiados pelas Forças Armadas Centro-Africanas nos povoados de Aïgbado e Yanga, perto de Bria, na República Centro-Africana, durante uma operação contra os rebeldes da Coalizão de Patriotas pela Mudança.

## Ataque
Em 16 de janeiro de 2022, pouco antes do meio-dia, os mercenários do Grupo Wagner fortemente armados deixaram Bria em direção a N'dele e chegaram ao vilarejo de Aïgbado, localizado a 75 km de Bria. A população local começou a entrar em pânico ao ver sua presença. Os mercenários começaram a atirar indiscriminadamente na multidão e também incendiaram uma dezena de casas. Os rebeldes da União para a Paz na República Centro-Africana que estavam presentes em áreas próximas, os atacaram ferindo quatro mercenários. Em seguida, o Grupo Wagner deslocou-se em direção ao vilarejo de Yanga, a 70 km de Aïgbado. Dois membros do grupo Wagner morreram mais tarde devido aos ferimentos, seus corpos foram transportados para Bangui. Eles estabeleceram uma base em Aïgbado depois e teriam impedido que qualquer pessoa entrasse ou saísse da área, enquanto, segundo fontes, apenas mulheres e crianças feridas foram autorizadas a deixar as aldeias. Após o evento, os mercenários colocaram minas terrestres para impedir que as forças de paz chegassem ao vilarejo. No final de fevereiro, os agentes humanitários não conseguiram acessar a área.
De acordo com as estimativas mais recentes, pelo menos 65 pessoas foram mortas. Algumas foram atingidas por balas de armas pesadas durante a operação, enquanto outras foram levadas para o matagal e executadas sumariamente. Entre as vítimas estavam mulheres e pelo menos duas crianças. Alguns feridos conseguiram chegar a Bria. Segundo os sobreviventes, eram muitos corpos na floresta. Pescadores locais teriam retirado pelo menos catorze cadáveres, incluindo mulheres e crianças do rio La Kotto. 756 pessoas foram forçadas a fugir para Boungou na mesma prefeitura. As casas foram saqueadas e incendiadas durante os confrontos.

## Reações
As forças de paz das Nações Unidas (MINUSCA) teriam enviado uma equipe humanitária para a área para avaliar a situação e investigar os assassinatos. O governo da República Centro-Africana negou oficialmente quaisquer baixas civis durante a operação.